# طلعت اسدی خزیمه
طلعت اسدی خزیمه (زاده ۱۲۹۳) از سیاستمداران ایرانی بود، که در  بیست و چهارم بعنوان نماینده درگز در مجلس شورای ملی حضور داشت.
نام پدرش امیرمعصوم بود. وی دارای مدرک سیکل اول بود.
در دوره‌های بیست و سوم و بیست و چهارم (از ۱۳۵۰ تا ۱۳۵۷ خ.) نماینده مجلس شورای ملی ایران از حوزه انتخابی درگز ، از استان خراسان بود. پس از انقلاب ۱۳۵۷، اموالش توسط دولت جمهوری اسلامی‌ تصرف شد.

## منبع
- طلعت اسدی خزیمه | بانک اطلاعات رجال
- http://dlib.ical.ir/site/catalogue/534005%5Bپیوند+مرده%5D
- ۳۳۵نفری که اموالشان مصادره شد - ویستا

1. ↑  «مرکز پژوهش‌ها مجلس شورای اسلامی - بانو طلعت اسدی(خزیمه)». بایگانی‌شده از اصلی در ۲۴ ژوئیه ۲۰۲۰. دریافت‌شده در ۱۶ اكتبر ۲۰۲۲. تاریخ وارد شده در |بازبینی= را بررسی کنید (کمک)